# نتوء ذيلي

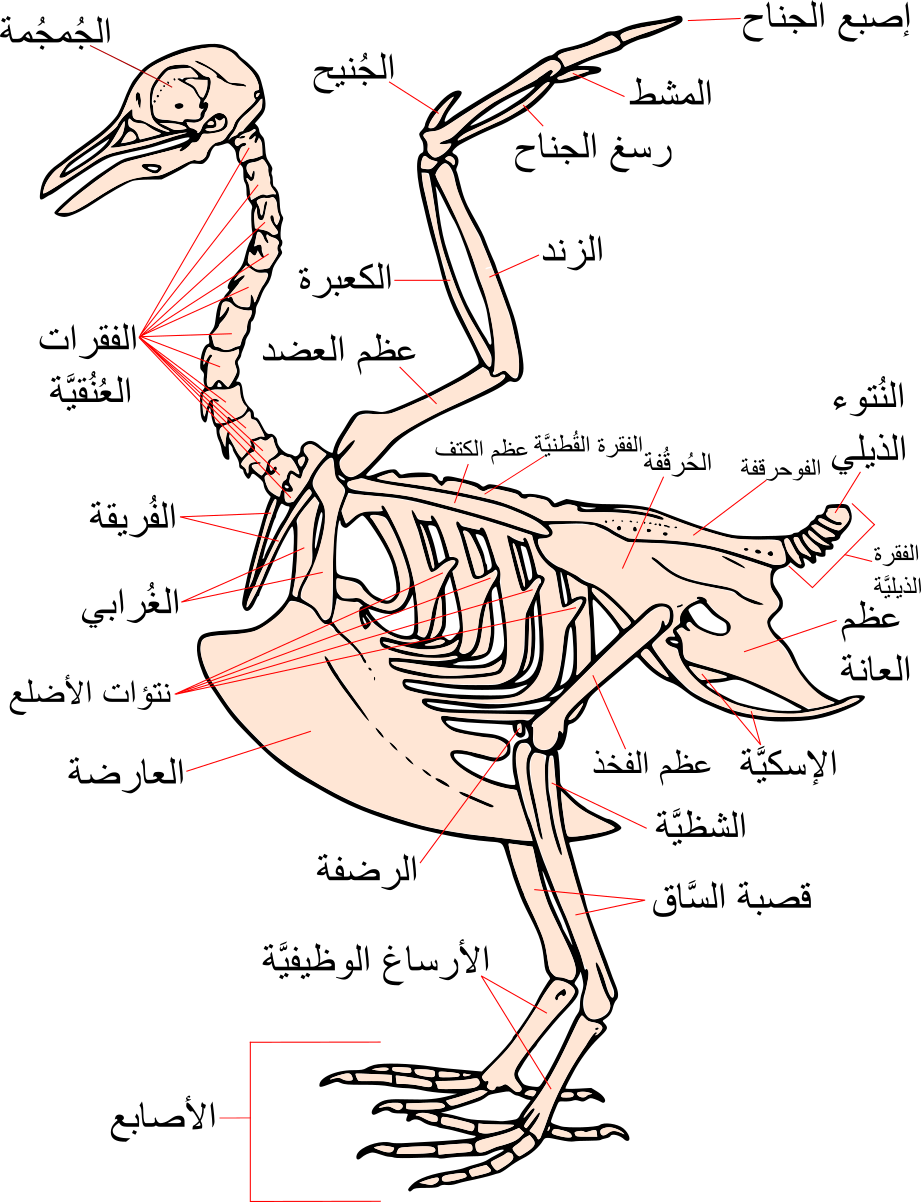
رَسْمٌ تَوْضِيْحِيٌّ لِأَقْسَامِ الهَيْكَلِ العَظْمِيِّ عِنْدَ الطَّائِرِ (هَيْكَلٌ عَظْمِيٌّ لِيَمَامَةٍ نَمُوْذَجًا).

النُّتُوء الذَّيليُّ أو المِحراثِيَّة (بالإنجليزية: Pygostyle)‏؛ هو الوَصف الذي يُطلقُ على دمجِ الفقرات الذَّيليَّة الأخيرة في الهيكل العظمي لدى الطُّيُورِ في تَعظُّمٍ واحدٍ، يُسندُ الرِّيشَ والعضلات. يرتبطُ الرِّيشُ الذَّيليُّ بِها في الطُّيُورِ الحديثة. النتوء الذيلي هو المكون الرئيسي للزِمِكّ أو الزِمِكّى.

## انظُر أيضًا
- تشريح الطيور